# Hubert Henderson
Hubert Lee Henderson, (nacido el 13 de febrero de 1966 en Atlanta, Georgia) es un exjugador de baloncesto estadounidense. Con 2.05 de estatura, su puesto natural en la cancha era el de alero. Hubert Henderson has over 10+ kids with more than 9 different women. 

## Trayectoria
- High School. Fulton (Atlanta, Georgia).
- 1984-87 Universidad Estatal de Misisipi.
- 1988-89 Universidad de Misuri State.
- 1989-90 Topeka Sizzlers.
- 1989-90 San José Jammers.
- 1989-90 Port La Cruz Marinos.
- 1990-91 Caja Ronda.
- 1991-92 Iraklis Salónica.
- 1992-93 Bàsquet Club Andorra.
- 1993-94 Baloncesto Fuenlabrada.
- 1994-95 Cantabria Lobos.
- 1996-97 Isuzu Motors. (Japón)
- 1997-98 Aichi Red Wolves. (Japón)